# عيدر شائع
العيدر الشائع (الاسم العلمي: Somateria mollissima) (بالإنجليزية: Common eider)‏، هو نوع من الطيور يتبع جنس العيدر ضمن فصيلة البطية من رتبة الإوزيات. يبلغ طول جسمه ما بين 50 إلى 71 سم. تتواجد في السواحل الشمالية والشرقية من أوروبا وأمريكا الشمالية.
يألف العيش على الشواطئ والأنهار والمستنقعات، يقتات باللافقاريات والأربيان بالإضافة إلى المواد النباتية، وهو يعشش على الأرض في شقوق بين الحشائش.
وللأنثى حضنة واحدة تضع فيها من 3 إلى 10 بيضات، يحضنها الأبوان لمدة تتراوح بين 27 و 28 يوماً، يتمكن الفراخ من مغادرة العش مباشرة بعد فقس البيوض، البطة البالغة لها ريش أسودٌ على الجانبين والبطن والذيل، ولها بقع مخضرة على جانبي الرأس والعنق.